# Karin Jung
Karin Jung (* 3. September 1942 in Berlin) ist eine deutsche Politikerin und ehemalige Landtagsabgeordnete (SPD).

## Leben und Beruf
Nach dem Besuch der Volksschule und des Gymnasiums mit dem Abschluss Abitur studierte sie Geschichte und Germanistik an der Freien Universität in Berlin. Im Anschluss an das Zweite Staatsexamen war sie im Schuldienst, zuletzt als Oberstudienrätin, tätig.
Mitglied der SPD ist Jung seit 1961. Sie war und ist in zahlreichen Gremien der SPD vertreten, so unter anderem im Bundesvorstand. 
Karin Jung ist mit dem ehemaligen Bundestagsabgeordneten Volker Jung verheiratet.

## Abgeordnete
Vom 1. Juni 1995 bis 2. Juni 2005 war Jung Mitglied des Landtags des Landes Nordrhein-Westfalen. Sie wurde jeweils in den Wahlkreisen 048 Düsseldorf V bzw. 047 Düsseldorf III direkt gewählt.
Dem Stadtrat der Stadt Düsseldorf gehörte sie von 1979 bis 1995 an.